# Гомологічні хромосоми
Гомологічні хромосоми — хромосоми однієї пари. Однакові за формою та будовою, розташуванням центромер, хромомер, інших деталей будови. Містяться у диплоїдному наборі хромосом, де кожна хромосома має свого гомологічного «партнера». Негомологічні хромосоми завжди мають відмінності.
Правило індивідуальності хромосом: кожна пара гомологічних хромосом характеризується своїми особливостями.